# Маркиз де Молина

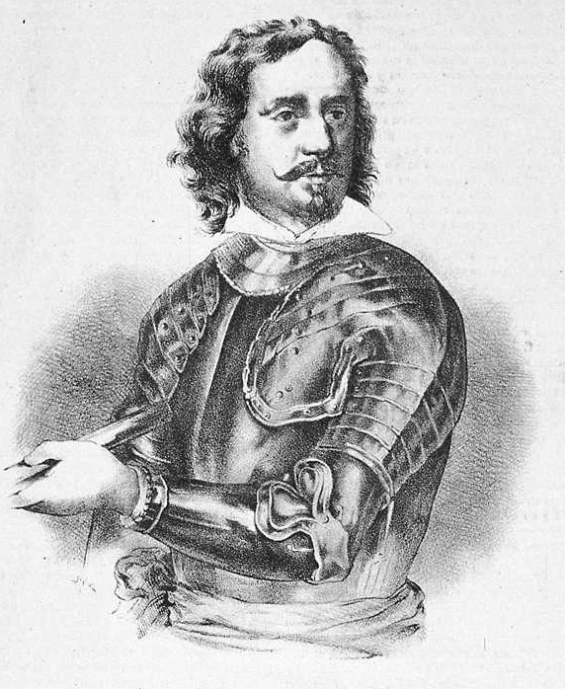
Педро Фахардо де Суньига и Рекесенс и Пиментель, 5-й маркиз де Лос-Велес и 4-й маркиз де Молина (1602—1647)

Маркиз де Молина — испанский дворянский титул. Он был создан 16 августа 1535 года королем Испании Карлосом I для Луиса де Фахардо и де ла Куэвы (1509—1575), старшего сына и наследника Педро Фахардо и Чакона, 1-го маркиза де Лос-Велес (1478—1542). На протяжении веков титул маркиза де Молина носили в качестве титула учтивости наследники маркизата Лос-Велес.
С 1535 по 1693 год маркизат принадлежал роду Фахардо. В 1693 году после смерти Фернандо Хоакина Фахардо, 6-го маркиза де Лос-Велес и 5-го маркиза де Молина (1635—1693), титулы унаследовала его сестра, Мария Тереса Фахардо (1645—1715), ставшая 7-й маркизой де Лос-Велес и 6-й маркизой де Молина. Мария Тереса Фахардо была женой Фернандо де Арагона и Монкады, 8-го герцога де Монтальто (1644—1713). Ей наследовала их единственная дочь, Каталина де Монкада и Арагон (1665—1727), ставшая 9-й герцогиней де Монтальто, 8-й маркизой де Лос-Велес и 7-й маркизой де Молина. В 1683 году она вышла замуж за Хосе Фадрике де Толедо Осорио, 8-го маркиза де Вильяфранка-дель-Бьерсо (1658—1728). В 1779 году Хосе Альварес де Толедо Осорио, 11-й маркиз де Вильяфранка-дель-Бьерсо и 10-й маркиз де Молина (1756—1796), правнук Каталины де Монкады и Арагон, унаследовал титул 15-го герцога де Медина-Сидония.
В настоящее время носителем титула является Мигель Маркес и Осорио (род. 1947), 5-й герцог де Санта-Кристина, потомок 19-го герцога де Медина-Сидония.

## Сеньоры деМолина-де-Сегура
1. Альфонсо Яньес Фахардо, 1-й сеньор де Молина
2. Хуан Альфонсо Фахардо, 2-й сеньор де Молина
3. Педро Фахардо и Кесада, 3-й сеньор де Молина
4. Луиса Фахардо и Манрике де Лара, 4-я сеньора де Молина
5. Педро Фахардо и Чакон, 5-й сеньор де Молина и 1-й маркиз де Лос-Велес.

## Маркизы де Молина
1. Луис Фахардо де ла Куэва (1509—1575), 1-й маркиз де Молина и 2-й маркиз де Лос-Велес
2. Педро Фахардо и Фернандес де Кордоба (?-1579), 2-й маркиз де Молина и 3-й маркиз де Лос-Велес
3. Луис Фахардо и Рекесенс (1576—1631), 3-й маркиз де Молина и 4-й маркиз де Лос-Велес
4. Педро Фахардо и Пиментель (1602—1647), 4-й маркиз де Молина и 5-й маркиз де Лос-Велес
5. Фернандо Фахардо и Альварес де Толедо (1635—1693), 5-й маркиз де Молина и 6-й маркиз де Лос-Велес
6. Мария Тереса Фахардо и Альварес де Толедо (1645—1715), 6-я маркиза де Молина и 7-я маркиза де Лос-Велес
7. Каталина Монкада де Арагон и Фахардо (1665—1727), 7-я маркиза де Молина, 8-я маркиза де Лос-Велес и 9-я герцогиня де Монтальто
8. Фадрике Висенте де Толедо Осорио (1686—1753), 8-й маркиз де Молина и 9-й маркиз де Вильяфранка
9. Антонио Альварес де Толедо Осорио (1716—1773), 9-й макриз де Молина и 10-й маркиз де Вильяфранка
10. Хосе Альварес де Толедо Осорио (1756—1796)), 10-й маркиз де Молина и 15-й герцог де Медина-Сидония
11. Франсиско де Борха Альварес де Толедо Осорио (1763—1821), 11-й маркиз де Молина и 16-й герцог де Медина-Сидония
12. Педро де Алькантара Альварес де Толедо и Палафокс (1803—1867), 12-й маркиз де Молина и 17-й герцог де Медина-Сидония
13. Хосе Альварес де Толедо Осорио (1826—1900)), 13-й маркиз де Молина и 18-й герцог де Медина-Сидония
14. Хосе Альварес де Толедо и Каро (1862—1880), титулярный маркиз де Молина
15. Хоакин Альварес де Толедо и Каро (1865—1915), 14-й маркиз де Молина и 19-й герцог де Медина-Сидония
16. Идельфонсо Альварес де Толедо и Каро (1895—1936), 15-й маркиз де Молина
17. Хосе Маркес и Альварес де Толедо (1921—1999), 16-й маркиз де Молина и 4-й герцог де Санта-Кристина
18. Мигель Маркес и Осорио (род. 1947), 17-й маркиз де Молина и 5-й герцог де Санта-Кристина.